# Javaanse kleine kantjil
De Javaanse kleine kantjil (Tragulus javanicus) is een klein hoefdier uit de familie der dwergherten.

## Kenmerken
De Javaanse kleine kantjil heeft onder andere een smaller neurocranium, en een langere en hogere onderkaak dan de kleine kantjil. Hij heeft een taankleurige kop en lichaam. De nek is grijs van kleur. De nekstreep ontbreekt, maar de donkere kruin loopt meestal door in de nek. Net als andere kleine kantjils is de Javaanse kleine kantjil vrij egaal gekleurd, maar de onderzijde van de nek heeft grote, witte vlekken. Mogelijk leeft er op Java een tweede vorm, die een oranjegele nek en wangen heeft en een bijna zwarte nekstreep. Hij wordt zo'n 44 tot 48 centimeter lang en twee kilogram zwaar.

## Leefwijze
De Javaanse kleine kantjil is 's nachts actief. Dankzij de grote ogen kan hij prima in het donker zien. Hij leeft in tropische regenwouden en mangrovebossen, waar hij zich voedt met gras, bladeren en afgevallen vruchten. Bij gevaar houdt de kantjil zich schuil in het struikgewas.

## Verspreiding
De Javaanse kleine kantjil komt enkel voor op het Indonesische eiland Java, waar het de enige soort dwerghert is.

## Verwantschap
Vroeger werd deze soort als een ondersoort van de kleine kantjil (Tragulus kanchil) beschouwd, samen met de andere ondersoorten van de kleine kantjil vormde hij de soort Tragulus javanicus. Door onderzoek is echter duidelijk geworden dat onder andere de Javaanse ondersoort een aparte soort was: de Javaanse kleine kantjil kreeg de naam T. javanicus, enkele ondersoorten uit Zuid-China en Vietnam werden T. versicolor, de overige ondersoorten vormden T. kanchil.